# Il mistero di New Inn 31
Il mistero di New Inn 31,  pubblicato in Italia anche con il titolo Thorndyke mi sbalordisce  (titolo originale The Mystery of 31 New Inn) è un romanzo poliziesco del 1912 dello scrittore inglese Richard Austin Freeman. È il terzo romanzo della serie che ha per protagonista l'investigatore scientifico dottor John Thorndyke.
La trama è basata su di un racconto breve dal titolo 31, New Inn scritto da Freeman nel 1905 ma rimasto inedito, in seguito espanso fino alla lunghezza di un romanzo. Il racconto è stato tradotto e pubblicato in Italia con il titolo Una carrozza nella notte.

## Trama
Il dottor Jervis svolge un lavoro di supplenza gestendo l'ambulatorio di un collega nel quartiere di Kennington, nella zona sud di Londra. Una sera riceve una chiamata insolita: un paziente desidera mantenere il più stretto riserbo possibile e a tale scopo il suo domestico chiede al medico di recarsi a casa sua in una carrozza con i finestrini sbarrati, in modo da non poter riconoscere l'indirizzo. Giunti a destinazione, il medico si trova ad avere a che fare con una strana famiglia tedesca, il signor Weiss e la sua governante, e con un paziente che presenta chiari sintomi di avvelenamento da morfina. La situazione è poco chiara, e Jervis pensa di interessare alla faccenda il suo amico John Thorndyke, medico legale e avvocato. Thorndyke elabora un ingegnoso metodo per mettere Jervis in grado di rintracciare la casa, qualora venisse nuovamente chiamato. Nel frattempo, propone a Jervis di diventare socio del suo studio di consulenza, e di iniziare il suo nuovo lavoro occupandosi di un caso concernente una bizzarra vertenza testamentaria.

## Personaggi principali
- Jeffrey Blackmore - funzionario ministeriale in pensione
- John Blackmore - suo fratello, agente di borsa
- Stephen Blackmore - suo nipote
- Mr. Weiss - un eccentrico tedesco
- Mrs. Schallibaum - sua governante
- Mr. Graves - un paziente misterioso
- Dottor Stillbury - medico
- Mr. Bitton - direttore di banca
- Samuel Wilkins - cocchiere
- Mr. Marchmont, Mr. Winwood - avvocati
- Dottor John Evelyn Thorndyke - professore di medicina legale
- Polton - suo assistente di laboratorio
- Dottor Jervis - medico e amico di Thorndyke
- Miller - Sovrintendente di Scotland Yard

## Critica
"31 New Inn è una buona storia. Il dottor Thorndyke ha già la sua personalità, ma gli manca ancora la valigetta verde piena di strumenti scientifici di indagine. Appare come un detective, un buon detective, ma non ancora un completo detective scientifico. 31 New Inn ha tutte le tecniche tipiche delle trame di Freeman, del genere che ricomparirà in L'occhio di Osiride e Il testimone muto. C'è il giovane narratore della storia, coinvolto in una complicata avventura, all'inizio in maniera indipendente dal dottor Thorndyke. C'è il complesso enigma della trama, ben costruita secondo i criteri brevettati di Freeman sul "furto di identità". [...] C'è il ben caratterizzato Thorndyke, che viene in aiuto al giovane dottore e risolve il mistero. Sembra quasi che Freeman abbia usato 31 New Inn come modello d'esempio per una storia poliziesca qualche anno più tardi, quando scrisse il suo capolavoro L'occhio di Osiride."

Il titolo del romanzo si riferisce al New Inn, uno degli antichi Inn of court, demolito tra il 1901 e il 1905 durante la costruzione della strada di Kingsway, a Londra, che collega lo Strand con Holborn.

## Edizioni
- Richard Austin Freeman, Thorndyke mi sbalordisce, Gialli economici Mondadori, Milano, Mondadori, 1939.
- Richard Austin Freeman, Il mistero di New Inn 31, traduzione di M. Casella, Il giallo economico classico, Roma, Newton Compton, 1996, ISBN 978-88-8183-337-5.
- Richard Austin Freeman, Il mistero di New Inn 31, in I misteri del Dr. Thorndyke, traduzione di Chiara Cirelli, Roma, Castelvecchi, 2014,  p. 517, ISBN 978-88-6826-741-4.
- Richard Austin Freeman Una carrozza nella notte   Milano Polillo 2007 ISBN 978-88-8154-285-7